# آبشار کهنه‌اوغاز
آبشار کهنه‌اوغاز آبشاری است که در ضلع شرقی روستایی به همین نام قرار گرفته است. این روستا در ۳۰ کیلومتری شمال شرق شیروان و بعد از روستاهای قلعه‌چه، هنامه، بی‌بهره و اوغاز تازه واقع است. طبیعت این منطقه بیشتر از سرشاخه‌های فصلی گرگانلی و ارتفاعات آن می‌باشد. غار کهنه‌اوغاز نیز یکی دیگر از جاذبه‌های طبیعی این منطقه است.